# Binche-Chimay-Binche 2024
 (janvier 2025).
Si vous disposez d'ouvrages ou d'articles de référence ou si vous connaissez des sites web de qualité traitant du thème abordé ici, merci de compléter l'article en donnant les références utiles à sa vérifiabilité et en les liant à la section « Notes et références ».
La 37e édition de Binche-Chimay-Binche a lieu le 1er octobre 2024. Elle fait partie du calendrier UCI Europe Tour 2024 en catégorie 1.1.

## Parcours
Après une grande boucle au sud de la province de Hainaut, les coureurs franchissent une première fois la ligne d'arrivée située sur la Grand-Place de Binche après 133,8 km puis accomplissent quatre fois le circuit local de 16,2 km.

## Équipes
| Unknown team category |
|                       |

## Déroulement de la course
L'échappée est reprise à une cinquantaine de kilomètres de l'arrivée. Malgré plusieurs essais, les équipes de favoris parviennent à maîtriser toutes les nouvelles tentatives d'échappée. Dans le sprint final, Arnaud De Lie parvient à s'imposer face a Biniam Girmay,.

## Classement final
| Pos. | Coureur           | Nationalité | Équipe                     | Temps    |
| ---- | ----------------- | ----------- | -------------------------- | -------- |
| 1    | Arnaud De Lie     | Belgique    | Lotto Dstny                | 4h27'42" |
| 2    | Biniam Girmay     | Érythrée    | Intermarché-Wanty          | m.t.     |
| 3    | Milan Fretin      | Belgique    | Cofidis                    | m.t.     |
| 4    | Jasper Philipsen  | Belgique    | Alpecin-Deceuninck         | m.t.     |
| 5    | Vincenzo Albanese | Italie      | Arkéa-B&B Hotels           | m.t.     |
| 6    | Luke Lamperti     | États-Unis  | Soudal Quick-Step          | m.t.     |
| 7    | Oliver Naesen     | Belgique    | Decathlon AG2R La Mondiale | m.t.     |
| 8    | Rui Oliveira      | Portugal    | UAE Team Emirates          | m.t.     |
| 9    | Edward Theuns     | Belgique    | Lidl-Trek                  | m.t.     |
| 10   | Paul Penhoët      | France      | Groupama-FDJ               | m.t.     |